# The Legend of Johnny Cash Vol. II
The Legend of Johnny Cash, Vol. II es una recopilación del cantante country Johnny Cash, lanzado por el sello discográfico Island Records en 2006. El lanzamiento es el resultado del éxito en los álbumes lanzados en el 2005 especialmente en las recopilaciones como The Legend of Johnny Cash. El álbum incluye una lista de canciones similares como en los discos anteriores desde canciones como "There You Go" de mediados de los 50 y terminando con un número significativo de canciones de la serie American (Cuando Cash entró al sello American Recordings, incluyendo versiones de canciones como "In the Sweet By and By" de álbum My Mother's Hymn Book en vivo y la canción "Bird on a Wire" orquestada por Leonard Cohen.

## Canciones
1. There You Go – 2:18
(Cash)
2. Home of the Blues – 2:40
(Douglas, McAlpin y Cash)
3. Ballad of a Teenage Queen - 2:10
(Clement)
4. The Ways of a Woman in Love - 2:15
(Justis y Rich)
5. I Still Miss Someone – 2:36
(Cash)
6. Don't Take Your Guns to Town – 3:04
(Cash)
7. The Long Black Veil – 3:07
(Dill y Wilkin)
8. The Ballad of Ira Hayes – 4:09
(Lafarge)
9. It Ain't Me Babe – 3:04
(Dylan)
10. Girl from the North Country – 3:42
(Dylan)
Cantada junto a Bob Dylan para el CD de Dylan, Nashville Skyline
11. Daddy Sang Bass – 2:21
(Perkins)
12. Flesh and Blood – 2:37
(Cash)
13. The Night Hank Williams Came to Town – 3:24
(Braddock y Williams)
14. That Old Wheel – 2:52
(Pierce)
15. The Beast in Me – 2:46
(Lowe)
16. Unchained – 2:51
(Johnstone)
17. I Won't Back Down – 2:08
(Lynne y Petty)
18. I Hung My Head – 3:53
(Sting)
19. Bird on a Wire (en vivo) – 4:10
(Cohen)
20. In the Sweet By and By – 2:24
(Tradicional)